# Forte Zeelandia

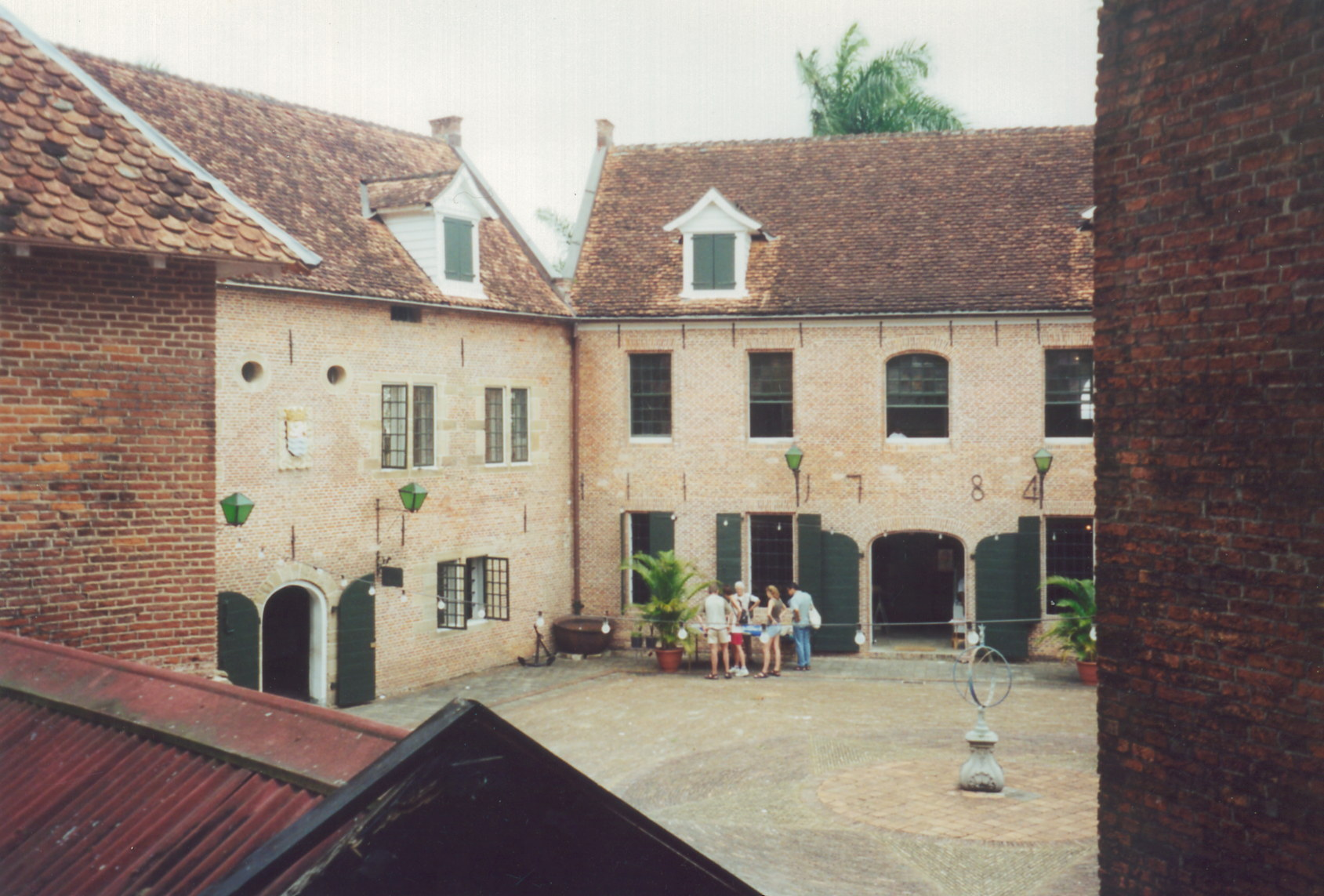
Fort Zeelandia, Paramaribo: vista do interior.

O Forte Zeelandia (em língua inglesa, " Fort Zeelandia") localiza-se em Paramaribo, no Suriname.

## História
A fortificação foi erguida no início do século XVII na margem esquerda do rio Suriname, com a função de defesa de um entreposto comercial fronteiriço Neerlandês próximo à aldeia indígena de Parmurbo, posteriormente denominada de Paramaribo.
Em 1651 o forte foi conquistado por forças Britânicas e denominado "Fort Willoughby", em homenagem a Lord Francis Willoughby.
Em 1667 os Neerlandeses, sob o comando de Abraham Crijnssen, reconquistaram-no. Posteriormente foi ampliado passando a ter planta pentagonal, com cinco baluartes. Três deles, Middelburgh, Veere e Zierikzee ainda subsistem; os dois erguidos pelo lado da terra foram demolidos quando um novo forte denominado New Amsterdam foi construído na outra margem do rio.
Durante a ditadura de Dési Bouterse no início de 1980, foi usado para aprisionar e torturar preso políticos.
Desde 2004, é um museu.